# Jerzy Pałasz

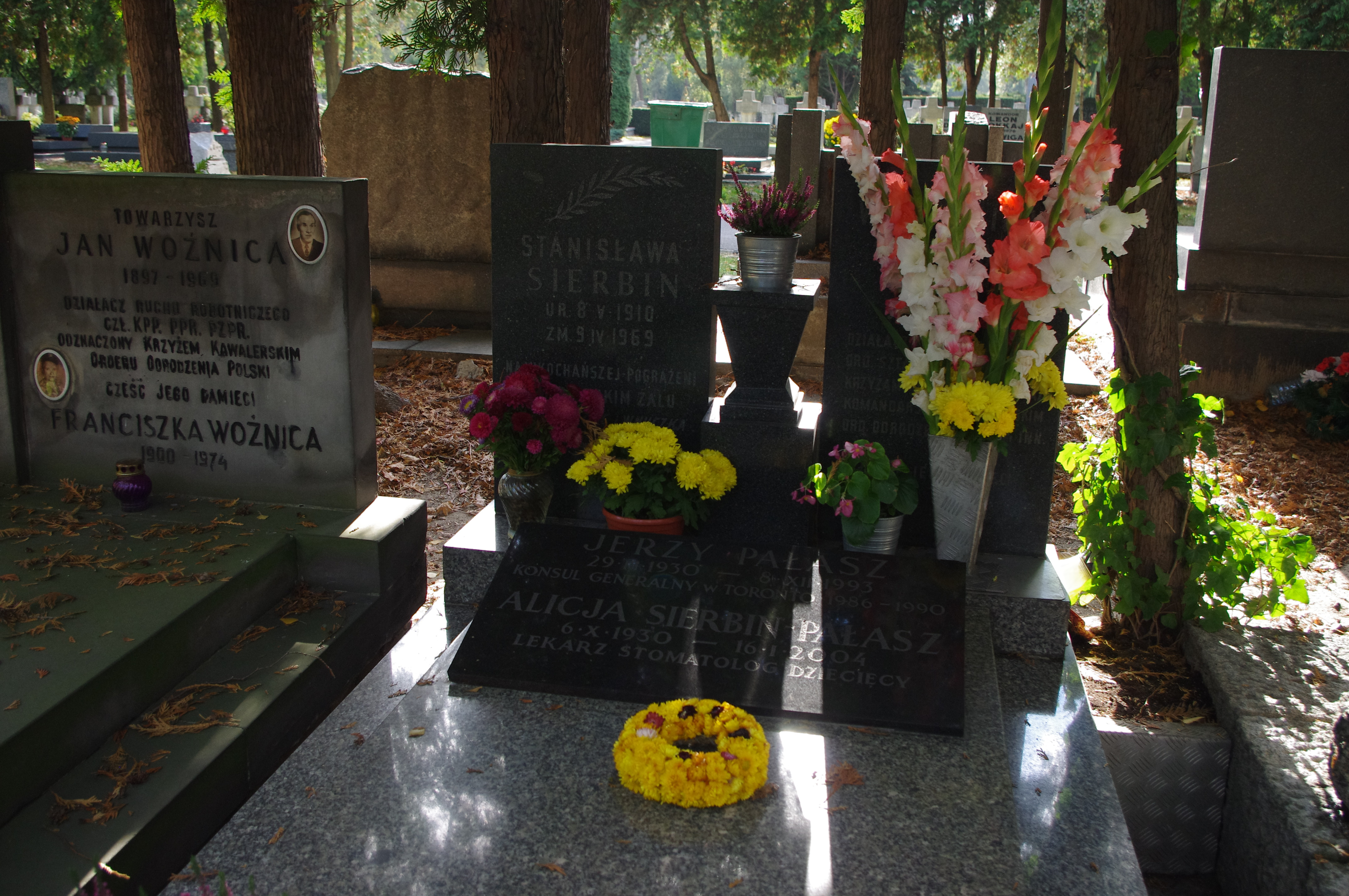
Grób Jerzego Pałasza na Cmentarzu Wojskowym na Powązkach w Warszawie (2012)

Jerzy Zygmunt Pałasz (ur. 29 marca 1930 w Warszawie, zm. 8 grudnia 1993) – polski dyplomata, księgowy, konsul generalny w Toronto (1986–1990). 

## Życiorys
Syn Zygmunta i Marii. Podczas wojny uczył się na tajnych kompletach. Od czerwca 1947 do lipca 1948 należał do Związku Walki Młodych, a od 1948 do 1955 do Związku Młodzieży Polskiej. Od 1949 do 1950 pracował jako starszy referent socjalny w Państwowej Centrali Handlowej w Warszawie. Po zdaniu w 1951 egzaminu dojrzałości rozpoczął studia na Wydziale Handlu Szkoły Głównej Planowania i Statystyki. Studia przerwał. Był starszym referentem personalnym w Spółdzielni Pracy „Równość” (1950–1952), a następnie w Spółdzielni Pracy „Rozwój” (1952–1953). Od 1953 do 1955 starszy inspektor w Komendzie Terenowej Obrony Przeciwlotniczej (TOPL) m.st. Warszawy, a następnie w Komendzie Głównej TOPL. W 1954 został członkiem Polskiej Zjednoczonej Partii Robotniczej. W latach 1955–1968 starszy inspektor w Ministerstwie Kontroli Państwowej, a po jego przekształceniu w 1957, w Najwyższej Izbie Kontroli (NIK).
W 1965 podjął studia na Zawodowym Studium Administracyjnym Uniwersytetu Warszawskiego. W 1969 uzyskał stopień magistra administracji. W lipcu 1968 rozpoczął pracę w Ministerstwie Spraw Zagranicznych (MSZ). Od czerwca 1970 do lutego 1973 był naczelnikiem Wydziału Finansowo-Budżetowego i głównym księgowym w centrali MSZ. Od lutego do listopada 1973 pełnił funkcję doradcy ds. finansowo-administracyjnych w Międzynarodowej Komisji Kontroli i Nadzoru w Sajgonie. W latach 1973–1975 ponownie był naczelnikiem wydziału i głównym księgowym w MSZ. W latach 1975–1979 służył jako I sekretarz Ambasady w Waszyngtonie. Od 1979 doradca ministra. Członek egzekutywy Komitetu Zakładowego PZPR przy MSZ (1981–1985). W maju 1983 awansowany na stanowisko wicedyrektora Departamentu Administracji, Finansów i Inwestycji MSZ. Od kwietnia 1986 do 1990 pełnił funkcję konsula generalnego PRL w Toronto.
Pochowany na Cmentarzu Wojskowym na Powązkach.